# (37629) 1993 TX19
1993 تي أكس 19 (ويعرف أيضًا باسم (37629) 1993 تي أكس 19 وفق تسمية الكوكب الصغير) (بالإنجليزية: 1993 TX19)‏؛ هو كويكب ضمن حزام الكويكبات.
اكتُشف هذا الجُرم الفلكي بواسطة إيريك والتر إلست في 9 أكتوبر 1993، وترتيبه 37629 من حيث الاكتشاف.

## الوصف
اكتُشف 376291993TX في 9 أكتوبر 1993 في مرصد لاسيلا، الواقع في صحراء أتاكاما، إقليم كوكيمبو في تشيلي، بواسطة عالم الفلك البلجيكي إيريك والتر إلست. وقد رصد المشروع 739 مشاهدة للكويكب إلى غاية 13 أبريل 2021 بتوقيت منطقة المحيط الهادئ، أي في مدة قدرها 9,721 يومًا (26.6 عام). تستغرق الفترة المدارية للكويكب 1,310 يومًا (3.6 عام).

## الخصائص المدارية
يتميز مدار هذا الكويكب بنصف محور رئيسي يبلغ 2.35 وحدة فلكية، وحضيض قدره 2 وحدة فلكية، وانحراف قدره 0.149 وزاوية ميلان 2.48 درجة بالنسبة لمسار الشمس. بسبب هذه الخصائص، أي نصف المحور الرئيسي بين 2 و3.2 وحدة فلكية وحضيض أكبر من 1,666 وحدة فلكية، يُصنف هذا الجُرم الفلكي وفقًا لقاعدة بيانات مختبر الدفع النفاث لأجرام النظام الشمسي الصغيرة كائنًا من حزام الكويكبات الرئيسي.

## الخصائص الفيزيائية
يُقدر القدر المطلق (H) لـ376291993TX بـ16.18 ووضاءته بـ0.045، مما يمكِّن تقدير قطره بـ 3.156كم. استُخلصت هذه النتائج بفضل ملاحظات مستكشف الأشعة تحت الحمراء عريض المجال (WISE)، وهو مرصد فضائي أمريكي وُضع في المدار في عام 2009 ويراقب السماء بأكملها بالأشعة تحت الحمراء، في عام 2011، نُشرت النتائج الأولى المتعلقة بالكويكبات من الحزام الرئيسي.

## وصلات خارجية
- (37629) 1993 TX19 في قاعدة بيانات مختبر الدفع النفاث لأجرام النظام الشمسي الصغيرة

- الاكتشاف · مخطط المدار ·  العناصر المدارية · المعلمات المادية

- (37629) 1993 TX19 على موقع ويكي سكاي: DSS2, SDSS, GALEX, IRAS, Hydrogen α, X-Ray, Astrophoto, Sky Map, Articles and images